# ALICE (logiciel)
Pour les articles homonymes, voir ALICE.
 (décembre 2020).
A.L.I.C.E. (de Artificial Linguistic Internet Computer Entity), aussi appelée Alicebot, ou tout simplement Alice, est un logiciel de robot parlant (chatterbot) — un programme qui permet une conversation avec un humain en appliquant des règles heuristiques de reconnaissance de mots-clé à l'entrée de l'humain. Il a été inspiré par le classique programme ELIZA de Joseph Weizenbaum. Il est l'un des plus importants programmes de ce type et a remporté trois fois le prix Loebner relatif au test de Turing, attribué au meilleur chatterbot en 2000, 2001 et 2004.
Cependant, le programme n'est pas en mesure de passer le test de Turing, car même un utilisateur occasionnel peut remarquer son aspect mécanique lors de courtes conversations.

## Développement
Le logiciel ALICE a été développé à l'origine par Richard Wallace; sa première version a été publiée le 23 novembre 1995. Le programme a été réécrit en Java à partir de 1998. La mise en œuvre actuelle[Quand ?] de la version Java est le programme D. Le programme utilise un format XML appelé AIML (Artificial Intelligence Markup Language) pour spécifier les règles heuristiques de conversation.
Le code d'Alice est disponible en open source.

## Fonctionnement
Alice classe globalement ses interlocuteurs en trois groupes :
- Catégorie A = clients abusifs, injurieux ;
- Catégorie B = clients moyens (public visé) ;
- Catégorie C = clients critiques.